# Carena de Bigues
La Carena de Bigues és una formació muntanyosa del terme municipal de Granera, al Moianès.

La Carena de Bigues, respecte del terme de Granera

Està situada a la part central-occidental del terme, a llevant de la masia de Bigues i al nord-oest del Barri de l'Església. La carena té el seu extrem de llevant a la mateixa masia que li dona nom, des de la qual s'estén primer cap al nord-oest per després girar cap a l'oest. El seu extrem de ponent és davant i a prop de la masia de la Roca. En el de llevant, la carena arriba més al sud-est de la masia: al mateix Barri del Castell, en el punt d'arrencada del Camí de Monistrol de Calders a Granera.
Aquesta carena separa dues petites valls de torrents: al nord, el torrent de Bigues, i al sud, el Sot de Sant Martí. A tot el vessant nord de la carena s'estén la Baga de Bigues.